# Orient (Waszyngton)
Orient – jednostka osadnicza w Stanach Zjednoczonych, w stanie Waszyngton, w hrabstwie Ferry.